# 古川牧子
古川牧子（1947年1月22日—）是一名日本前女子排球运动员。她曾在1968年夏季奥林匹克运动会中，参加了女子排球比赛并获得银牌。她也参加过1966年亚洲运动会。